# Jesús Pinzón Urrea
Jesús Pinzón Urrea (Bucaramanga, 10 d'agost de 1928 - Bogotà, 1 de febrer de 2016) va ser un músic, compositor i director de música i orquestra colombià. Era reconegut per compondre cançons indígenes i líriques.

## Biografia
Jesús Pinzón va néixer a Bucaramanga el 1928 on es va traslladar a Bogotà el 1939. En 1967 va estudiar música en la Universitat Nacional de Colòmbia emfatitzant de composició i direcció d'orquestra. Després va dirigir el Departament de Música i va dictar la càtedra de composició fins a 1991. Va presentar el programa de televisió ‘Música para todos', i un dels primers directors de l'Orquestra Filharmònica de Bogotà. En el seu trajecte com a compositor va rebre quatre premis nacionals de composició atorgats per Colcultura, el 1971, 1979 i 1981, per les seves obres Estructures, BicoAnamo, NeéIñati i la Cantata per la pau. Addicionalment, la Fundació Art de la Música ho va premiar el 1978 i 1979 per Exposició i Tripartida. En 1993, va anar novament reconegut per la seva obra de variacions sense tema para viola, violoncel i contrabaix.
En els seus acompliments com a director de la Banda Simfònica de la Policia Nacional i conductor convidat d'orquestres nacionals, incloses la Filharmònica de Bogotà i la Simfònica de Bogotà. Mentre, va començar a desenvolupar un llenguatge que ell mateix va anomenar "pluralista", en el sentit que mai es va adscriure a una escola creativa, a pesar que va compondre peces en clau indigenista, andina, nacionalista i electrònica, de la mà del seu mestre en aquesta tendència, Fabio González Zuleta. El músic va ser un dels primers compositors colombians interessats en l'etnomusicologia i en la recerca de les músiques tradicionals en camp. Va ser així com va fer part del Centre d'estudis folklòrics i musicals de la Universitat Nacional entre 1967 i 1970. En 1988 va compondre l'Himne de Santander amb Pablo Rueda Arciniegas. L'1 de febrer de 2016 va morir a Bogotà després de patir una penosa malaltia per la qual ho vènia afligint dies enrere.

## Composicions[calcitació]
Més de 50 obres musicals són producte de més de quatre dècades de la seva trajectòria artística. Entre les seves peces musicals més conegudes estan:
- Música del himno oficial de Santander
- Concierto para cinco timbales
- Concierto para piano
- Creación Vallenata
- Evocación Huitota
- Rito Cubeo
- Goé Payari
- Cantata por la paz
- Los niños que no nacen
- El piano, su magia y la selva
- Muerte de Cristo con el sonido La
- Las voces silenciosas de los muertos